# جيمس كارد
جيمس كارد (بالإنجليزية: James Card)‏ هو مؤرخ أمريكي، ولد في 25 أكتوبر 1915 في شاكير هايتس في الولايات المتحدة، وتوفي في 16 يناير 2000 في سيراكيوز في الولايات المتحدة.